# Loco Vox (álbum)
Loco Vox es el segundo álbum de estudio del grupo español Loco Mía. Fue producido por Cheni Navarro y Pedro Vidal, para Gil Bros, S.L. siendo distribuido por Hispavox, para FTI Music.
El álbum combina el pop europeo que dominaba la escena musical de la época con ritmos latinos. Cuatro sencillos fueron lanzados para promocionar el disco: "Loco Vox", "Fiesta Latina", "Niña" y "Magia Negra", los cuales fueron interpretados en diversos programas durante la etapa promocional. Además, se produjeron videoclips en los que se destacaba un cambio en la estética del grupo, con una vestimenta más sobria en comparación con la utilizada en la era *Taiyo*, predominando los colores blanco y negro.
El álbum fue un éxito comercial, logrando discos de oro y platino en cinco países, en su mayoría de América Latina, con ventas que superaron las 800.000 copias a nivel mundial, convirtiéndose en el segundo álbum más vendido de la carrera del grupo.
Durante la grabación, la formación del grupo estaba compuesta por  Francesc Picas, Manuel Arjona, Carlos Armas y Juan Antonio Fuentes.. Tras finalizar la etapa promocional, Juan Antonio Fuentes dejó la agrupación y fue reemplazado por Santos Blanco López.

## Antecedentes y producción
El año 1990 marcó el punto culminante del éxito para el grupo Loco Mía. Su álbum debut, Taiyo, había vendido más de un millón de copias, lo que les valió numerosos discos de oro y platino, especialmente en países de América Latina.
Aprovechando esta buena racha, su mánager y la discográfica decidieron comenzar la grabación de su segundo disco. Para este nuevo trabajo, se mantuvo la combinación de sonidos de europop y ritmos latinos presente en su predecesor..
Sin embargo, el grupo adoptó un cambio significativo en su imagen: aunque conservaron sus icónicas hombreras, su estilo se volvió más sobrio, con un marcado predominio del blanco y negro.
En marzo de 1990, Xavier Font, fundador de Loco Mía, dejó el grupo, siendo reemplazado por Francesc Picas. El anuncio oficial se realizó durante el programa de TVE Viva el espectáculo, conducido por Concha Velasco el 30 de marzo de 1990:

Loco Mía.. yo no se, porque ya sabéis que yo no veo muy bien, pero esta noche me parece que sois más porque vais a ser menos.

El álbum fue lanzado en 1991 bajo el sello Hispavox. La producción estuvo a cargo de Gil Bross S.A. para FTI Music S.A., con dirección y realización de Pedro Vidal y Cheni Navarro. Fue grabado y mezclado en los estudios El Mirador, en Torrelodones, Madrid. Tanto el diseño de la portada como el vestuario estuvieron a cargo de Loco Mía, junto con la colaboración de Lourdes Iribar.

## Lanzamiento y producción
Para su promoción se eligieron cuatro sencillos: Loco Vox, Fiesta Latina, Niña y Magia Negra, los cuales fueron cantados en programas de televisión, además de videoclips que destacaron la coreografía y el vestuario del cuarteto. 
El trabajo discográfico fue presentado en sociedad en la discoteca Joy Eslava el día 6 de mayo de 1994 por Hispavox y Los 40 principales. Pocos días después, el 10 de mayo de 1994 fue presentado en el programa Viva el Espectáculo.
"Loco Vox" debutó en las listas mexicanas de la revista Notitas Musicales en la segunda quincena de septiembre en el puesto 14. En su segunda semana cayó al número 16, y alcanzó su punto máximo en el número 12 en la siguiente quincena. En España, alcanzó el puesto número 8 en las listas de éxitos.
La promoción del disco, y la posibilidad de un quinto sencillo, se interrumpió con la fractura del grupo, tras los sucesos que terminaron con la formación original.

## Rendimiento comercial
Comercialmente, fue un éxito. En España, alcanzó el puesto 28 entre los más vendidos, siete posiciones por encima de su antecesor, que alcanzó el puesto 35. El 28 de diciembre de 1991, el diario mexicano El Siglo de Torreón informó que el grupo acababa de obtener la certificación de platino en Chile por 25.000 copias vendidas. Según el sitio web oficial, tiempo después, obtuvieron un doble disco de platino, convirtiéndose en el mayor éxito de su carrera en ese país. En México, donde estuvieron en un maratón publicitario en noviembre de 1991, recibieron un disco de oro por 150.000 discos vendidos. Después de vender 300.000 copias, fue certificado platino, convirtiéndolo en su mayor éxito.
Fue certificado oro o platino en tres países más: Argentina, Perú y Uruguay. De esta forma, se convirtió en el segundo mayor éxito de su carrera, con 800.000 copias vendidas en todo el mundo.

## Lista de canciones

### Lado A
1.	Loco Vox	 3:50
2.	Fiesta latina	 3:18
3.	Sueños de papel	 3:25
4.	Sirocco 	 4:32
5.	Sedúceme	 3:40

### Lado B
6.	África	 4:27
7.	Niña	 3:35
8.	Magia negra	 3:50
9.	Deseo	 3:00
10.	Taum'ma	 4:02

## Posicionamiento en listas

### Semanales
| País (1989-1990)    | Posición |
| ------------------- | -------- |
| España (Promusicae) | 28       |

## Certificaciones
| País (Organismo certificador) | Certificaciones | Ventas  |
| ----------------------------- | --------------- | ------- |
| Argentina                     | Oro             | 30 000  |
| Chile                         | 2× platino      | 50 000  |
| México                        | Platino         | 300 000 |
| Perú                          | Platino         | 10 000  |
| Uruguay                       | 2× oro          | 6 000   |
| Resumen                       |                 |         |
| Ventas mundiales              | —               | 800,000 |